# Слобода-Долинская
Слобода́-Доли́нская (укр. Слобода-Долинська) — село в Долинской городской общине Калушского района Ивано-Франковской области Украины.
Население по переписи 2001 года составляло 674 человека. Занимает площадь 20,33 км². Почтовый индекс — 77513. Телефонный код — 3477.